# Andreja Kulunčić
Andreja Kulunčić (1968.) je hrvatska umjetnica i aktivistica. 
Diplomirala je 1992. godine na Fakultetu primijenjenih umjetnosti i dizajna u Beogradu, odsjek kiparstva. Od 1992. do 1994. nastavlja studij na Akademiji likovnih umjetnosti u Budimpešti. Sudjelovala je na značajnim međunarodnim izložbama poput: Documenta11 (Kassel, Njemačka), Manifesta4 (Frankfurt/Main, Njemačka), 8. Istanbulski Bijenale (Turska), The American Effect (Whitney muzej američke umjetnosti, New York), 10. trienale Indiuje, Liverpoolski Bienale (UK), day Labor (P.S.1, New York) i dr. Značajnije stipendije uključuju: MUAC&SOMA (Mexico City), Art in General (New York), Walker Art Center (Minneapolis), Artspace (Sydney), u sklopu 10. trienala Indije (Jaipur). 
Od 2009. u svojstvu docentice predaje umjetnost novih medija na akademiji likovnih umjetnosti u Zagrebu. 
Godine 2023. sudjeluje na skupnoj izložbi Vidljive / The Visible Ones (18.05.2023. – 1.10.2023.) koja okuplja pregled recentnog stvaralaštva hrvatskih umjetnica. Izložba je nastala u suradnji Muzeja suvremene umjetnosti u Zagrebu s drugim muzejima u Dubrovniku, Osijeku, Splitu, Rijeci.

## Stvaralaštvo
Andreja Kulunčić u svojim radovima propituje različite aspekte društvenih odnosa i praksi, zanimajući se za društveno angažirane teme, istraživanje kao umjetnički proces, suočavanje s različitim publikama i suradnju na kolektivnom projektu. U njezinim radovima publika često ima aktivno mjesto kreiranja, odnosno dovršavanja djela, a u procesu nastajanja radova često koristi multidisciplinarnost, u kojoj se specifične umjetničke vještine nadopunjuju komplementarnim vještinama iz drugih područja (rad u suradnji sa sociolozima, filozofima, znanstvenicima, dizajnerima i marketinškim stručnjacima).

##### Zatvorena zbilja - embrio
Pomak umjetničke aktivnosti od izražavanja neograničene kreativnosti k stvaranju novih modela društvenosti i komunikacijskih situacija, zanimanje za društveno relevantne teme, suočavanje s različitim publikama i kolektivna suradnja u kojoj se u umjetničkom radu preklapaju organizacijski poslovi i kreativno izražavanje odražavaju se u prvom projektu Andreje Kulunčić u kojem su te taktike razvijene  Zatvorena zbilja - embrio, ostvaren od 1998. do 2000. godine. To je multidisciplinarni umjetnički projekt koji na eksperimentalan način istražuje implikacije genetskog inženjeringa. Projekt je realiziran kao interaktivna Internet stranica u nekoliko razvojnih faza prezentirana galerijski, kao i nizom predavanja, prezentacija, razgovora i sučeljavanja u različitim institucijama umjetničkih, obrazovnih, feminističkih i znanstvenih usmjerenja. Ponovno je riječ o pokušaju artikulacije važnog društvenog pitanja u sučeljavanju s različitim javnostima (akademskim, aktivističkim, stručnim), preispitivanju edukacijskih mogućnosti umjetnosti, o energiji timskog rada i hibridnom organizacijskom modelu koji se jednako utemeljuje u svijetu umjetnosti kao i u prostoru aktivizma i građanskog organiziranja.

##### Distributivna pravda
Ta svojstva obilježavaju i multidisciplinarni projekt Distributivna pravda (2001. – 2005.), aktivan na web adresi http://www.distributive-justice.com  Arhivirana inačica izvorne stranice od 21. listopada 2018. (Wayback Machine). Projekt se sastoji od dva dijela. Prvi, virtualni dio čine on-line igre u kojima sudionici (posjetitelji web stranice) distribuiraju materijalna i nematerijalna dobra gradeći „društvo“ koje se dinamički mijenja. Potom se virtualno stvorenom društvu pronalazi pandan u stvarnom svijetu, sastavlja se matrica najpravednijeg društva te definicija „pravednosti“ i modusi njezina ostvarenja. U drugom dijelu projekta on-line arhiv procesa postavljen je u galerijskom prostoru u kojemu publika može sjesti na „krišku“ (fotelje intenzivnih primarnih boja poslagane ukrug) društvenog „kolača“; time simbolički „uzima“ (ili im je „dan“) svoj udio u općem dobru. Izložbeni prostor je aktivan prostor, galerijsko izlaganje koncepcijski je prošireno predavanjima i javnim diskusijama. 
Od 2000. godine, njezin umjetnički rad sve više je vezan uz relevantne društveno-političke probleme koje tematizira najčešće upravo u javnom prostoru - što podrazumijeva ne samo urbani, gradski prostor, nego i mainstream medije. Za razumijevanje načina na koji umjetnica pristupa tom javnom prostoru - kako bi teme kojima nastoji dati vidljivost zaista postale dijelom (komercijalnim i spektakularnim sadržajima zasićenog) urbanog i medijskog prostora - potrebno je definirati jednu od temeljnih taktika koju u takvim projektima koristi: taktiku mimikrije. Forma koju umjetnički radovi, smješteni u javni prostor zadobivaju, je tako vrlo često mimikrija već postojećih formi javne komunikacije: novinski oglas, reklamni billboard, svjetleća reklama, novinska vijest, radijska reportaža itd. Te forme služe kako bi omogućile "prikradanje" ciljanom primatelju poruke - prolazniku i konzumentu medijskih sadržaja naviklom na medijske i reklamne strategije koje se koriste kako bi mu prenijele poruku.

##### Nama: 1908 zaposlenika, 15 robnih kuća
Međutim, ono što rad Andreje Kulunčić čini mimikrijom - vještom, subverzivnom eksploatacijom konvencionalnih formi - jest činjenica da je poruka koju umjetnica čini vidljivom upravo suprotna masovnim porukama koju odašilju reklame i mediji. Riječ je o inverziji sadržaja koja promatrača "budi", pa čak i šokira, izbacuje iz omamljujućeg "stanja spama", zasićenosti konzumerističkim poticajima i prevladavajuće političke pasivnosti. Tako primjerice u projektu Nama: 1908 zaposlenika, 15 robnih kuća (2000.), usred dugotrajnog štrajka radnica robne kuće Nama u stečaju, o čijoj dramatičnoj situaciji mediji u to vrijeme stalno izvještavaju, Kulunčić čini inverziju, pa i ironizaciju situacije. Osmišljava reklamnu kampanju za Namu u kojoj obespravljene radnice ove propadajuće firme poziraju poput manekenki i čije fotografije u obliku svijetlećih reklama preplavljuju Zagreb. Ono što je karakteristično za umjetničino djelovanje je da ona obespravljene subjekte, kao i sam društveni problem, stavlja iz potlačene u privremeno superiornu poziciju. Umjesto sažaljenja, što je ono što im mediji u najboljem slučaju nude, ona tako i radnice Name čini osnaženim protagonisticama radnje, a ključna poruka postaje ne propast Name kao individualna tragedija njezinih nesretnih radnica (s kojom možemo suosjećati ili ne) nego propast Name kao kolektivna tragedija cijelog društva.

##### Austrians Only
U Austrians Only (2005.) umjetnica dizajnira i objavljuje u austrijskim novinama privlačne oglase u boji, u kojima, isključivo austrijskim građanima, nudi poslovnu priliku života: "izvanredan" posao čistača/čistačice, uz minimalni dohodak i bez socijalnih prava. Ovakvom mimikrijskom gestom problem ilegalnih imigranata u Austriji - ono što je u toj zemlji već pitanje kolektivne podsvijesti, koja sadrži to potisnuto licemjerstvo 'legalnih' austrijskih građana - pretvara u problem "pravih" Austrijanaca, dovodeći ih u situaciju da zamisle same sebe u neugodnoj i razvlaštenoj poziciji koju imaju ilegalni imigranti.

##### O stanju nacije
Projekt O stanju nacije (2008.) također uključuje intervencije u mainstream medijske sadržaje. Umjetnica u hrvatskim medijima, u suradnji s novinarima i pripadnicima manjinskih skupina društva, objavljuje svojevrsne virus-vijesti, koje dominantnog bijelog, muškog, katoličkog, hrvatskog građanina, upravo dok čita svoje omiljene sportske vijesti, neugodno podsjećaju na postojanje Drugih: homoseksualca, Kineza i Roma koji također čine hrvatsko društvo i dijele isti društveni i životni prostor. Projekt tako aktivno nalazi novi model formiranja tolerancije te općenito - mogućnosti dekonstrukcije 'drugosti' u hrvatskom društvu.

##### 1 FRANAK= 1 GLAS
Pored projekta Austrians Only, Andreja Kulunčić se pitanjem ilegalnih imigranata bavila i u projektu 1FRANAK=1GLAS (2007./2008.), u kojem taj nevidljivi dio stanovištva Švicarske čini donatorima same švicarske vlade, putem kampanje koja ilegalne imigrante poziva da doniraju za obnovu švicarskog parlamenta. Ovaj projekt umjetnica naziva 'političko-umjetničkom' intervencijom, dajući, ovaj puta posve doslovno, glas onima koji ga nemaju, odnosno čini upravo suprotno od onoga sto mnogi participatorni umjetnički projekti čine: izoliraju Drugog, 'pomažući mu' i time upravo reafirimiraju njegovu poziciju Drugosti. Nasuprot tome, Andreja Kulunčić redovito uspijeva izbjeći poziciju onoga 'koji pomaže' te na taj način izmiče zamci patroniziranja - upravo spomenutom inverzijom od očekivanja izaziva čuđenje, privlači pažnju, izmješta poziciju promatrača u poziciju mislećeg subjekta, izbačenog iz svakodnevnice.

##### Bosanci van!
Projekt Bosanci van! (2008.) govori o "institucionaliziranom" rasizmu, a rađen je u Ljubljani za izložbu Moderne galerije Muzej na cesti.
O projektu “Bosanci van!”, koji se razlikuje se od dotadašnjih nastupa u javnom prostoru, autorica kaže: „Zato što su taj način izabrali moji suradnici, trojica građevinskih radnika iz Bosne koji su radili na obnovi Moderne galerije, za koju sam radila taj projekt. Oni su htjeli da budu na fotografijama i da njihov život bude izložen. Rekla sam OK i napravila city light plakate. Bilo je pet vrsta plakata na deset plakatnih mjesta, u centru Ljubljane. Sve se činilo u redu, a onda su gradske vlasti skinule plakat. Zašto – nikad nisam doznala. Ljudi su svašta govorili, bilo je telefoniranja i natezanja. Bilo je upita i na radijskim postajama – zašto je to nestalo, gdje su Bosanci… Onda su se vlasti napokon javile i rekle da je to birokratska pogreška; vratili su plakate na mjesto, gdje su ostali još tih nekoliko dana koliko je bio zakupljen prostor.“

##### Maloljetnička trudnoća/Teenage pregnancy
U radu «Maloljetnička trudnoća/Teenage pregnancy» (2004.), pilot projektu agresivne marketinške kampanje u javnom prostoru što su je organizatori, Liverpoolski bijenale, ocijenili nepriličnim miješanjem u lokalne teme (nekog tko dolazi s periferije), umjetnica se referira na stvarni (site-specific) problem maloljetničke trudnoće koja je u Britaniji, statistički gledano, najviša u Europi zahvaljujući nepreventivnom, no ipak velikodušnom socijalnom programu. Umjetnica predlaže plakate u gradu i formu atraktivnih oglasa u ženskim časopisima koji bi problem tretirali kao propust društva, a ne kao pojedinačnu neupućenost ili nepažnju malodobnika. U projektu «Artist from...», realiziranom zaManifestu 4 (bijenalna izložba mlađih europskih umjetnika, Frankfurt/Main, 2002.), Andreju su zanimale razlike u zaradi umjetnika sa Zapada i Istoka, potom između umjetnika i umjetnica te razlike u načinu života koji im omogućuje bavljenje umjetnošću. Prije otvorenja izložbe po gradu su postavljeni plakati koji prolaznike informiraju o prošlogodišnjoj zaradi umjetnika s plakata (sudionici Manifeste 4) od umjetnosti i o «prosječnom» prihodu u zemljama iz kojih dolaze.

##### Mjesto pod suncem
Mjesto pod suncem (2004.) je umjetnička akcija (Urbani festival) na Jarunskom jezeru: korisnici“ jezera su anketirani, te su na osnovu rezultata zamijenjene tri postojeće mape jezera s „novim“ kategorijama: obrazovanje posjetitelja, njihovi prihodi, trošenje tijekom boravka na jezeru, posjedovanje nekretnina, itd. „Živim u blizini jezera više od pet godina i gotovo svakodnevno promatram način na koji se jezero i njegova okolica koriste. Ono što mi je najviše upalo u oči je promjena u društveno 'prihvatljivim' kodeksima ponašanja (oblačenja, vrste rekreacije, izgleda) i grupiranje korisnika jezera prema društvenom statusu. Sve, tako i slobodno vrijeme, podliježe pravilima. Pokušavamo ga provoditi na način prihvatljiv društvenoj skupini kojoj pripadamo.

##### New York art scene for dummies
New York art scene for dummies (2005. - ), projekt-u-nastajanju koji nazivom ironično priziva formu popularnih žuto-crnih priručnika serijom intervjua i upitnika s newyorškim kustosima, umjetnicima, trgovcima umjetninama, privatnim galeristima te s hrvatskim umjetnicima i kustosima koji su boravili u New Yorku, otvara temu pozicija moći u umjetnosti danas. Andreja iz statistike upitnika zaključuje kako se uspjeti može samo iz određenih startnih pozicija: „Ako ste mlađi od 35 godina, muškarac, bijele ste boje kože, studirali ste umjetnost na Sveučilištu Columbia i relativno ste dobrostojeći».

##### Novi zatvor
Projekt Novi zatvor (2009.) A. Kulunčić opisuje u jednom od intervjua: “Uz organizacijsku pomoć Casina Luxembourg, koji je njihova institucija slična Muzeju suvremene umjetnosti, oformila sam radnu grupu koja je izradila prijedloge za novi zatvor i poslala isti nadležnim institucijama. U radnoj grupi bili su zatvorenici koji su tek izašli iz zatvora (jer uprava zatvora nije dopustila da radimo projekt takve tematike kod njih), arhitekt starog zatvora i jedan mladi arhitekt, koji je nacrtao naše ideje za poboljšanja. Došli su i socijalni radnici iz zatvora. Nakon što smo poslali naše nacrte nadležnima za novi zatvor, napravila sam instalaciju u Casinu. Htjela sam da bude “lijepa” jer je na izložbi “Meka manipulacija” u Luksemburgu trebala privući ljude koji donose zakone i odluke, tj. koji su u hijerarhiji moći. Bio je timeline projekta na zidu, na podu je bio tlocrt sadašnje ćelije, dok je na videu bio snimak razgovora odnosno diskusije radne grupe.“

##### Destigmatizacija
Projekt Destigmatizacija (2010.) bavi se problemom stigme duševnih bolesti, odnosno diskriminacijom i predrasudama prema ljudima koji boluju od duševnih bolesti. Projekt je započet kao dio festivala Ekstravagantna tijela: Ekstravagantni umovi ali se i nakon festivala nastavlja gradeći svoje segmente kroz proces suradnje radne grupe, kao i radom s drugim akterima uključenim u problem društvene stigme duševnih bolesti.

##### Jesi li optimist glede budućnosti?
U projektu Jesi li optimist glede budućnosti? (2011.) jednostavnim, nenametljivim metodama -  'zamkama', na koje lako pristajemo, budući da se doimaju poznatima i bliskima iz medijske svakodnevice, umjetnica apelira na preusmjeravanje pozornosti od pogleda oko nas, natrag, prema nama samima, promijenjenim pogledom koji će aktivirati osjećaj odgovornosti prema drugima. Projekt koji je 2007. godine doživio uspjeh u Splitu, kada je prvi put izveden u sklopu izložbe “Žena na raskrižju ideologija“ bit će realiziran za vrijeme trajanja izložbe, u interakciji sa stanovnicama Napulja. Ponovljen u Napulju, taj participativni work in progress koji se ostvaruje u javnim prostorima grada i njegove periferije, pružit će mogućnost daljnjim analizama pozicije žene u suvremenom društvu, kao i usporedbe sličnosti i razlika položaja žena dvaju mediteranskih gradova.
U projektima Andreje Kulunčić nikada nije prisutan eksplicitan narativ o individualnoj sudbini pojedinca već se pojedinačno (ime, osoba itd.) pojavljuje kao slika općeg, tj. pojedinačno istovremeno predstavlja sliku šireg društvenog problema. Upravo ovakvim „a-personalnim“ postupkom, izbjegavajući konkretne životne sudbine, umjetnica izbjegava svaku patetičnost ili daljnju egzotizaciju „drugog“. Riječ je o osvješćivanju da individualni problem itekako može biti društveni, a ponovnim zaokretom opet i individualni, jer je društveni problem nužno i problem svakog pojedinca koji to društvo sačinjava.
O istaknutoj ulozi sociologije u njenoj umjetničkoj praksi, umjetnica kaže: 
„Iskreno govoreći, zato što ljudi jako vole brojeve. To se može zaključiti listajući novine i prateći medije. Mislim da se brojevima može zadobiti pažnja. Pritom pokušavam ljude ne lagati, stoga i angažiram stručnjake sociologe, ne provodim istraživanja sama, iako uvijek naglašavam da nije riječ o znanstvenoj anketi, iako mislim da su još uvijek naše ankete pouzdanije od većine anketa kojima nas zasipaju mediji. Uzmimo kao ilustraciju prijedlog za Tate Liverpool: krenula sam od podatka da Velika Britanija ima najveći broj maloljetničkih trudnoća u Europi, a takav podatak ljude zaustavi, nagna da se zamisle. Žive u Velikoj Britaniji, a to ne znaju. Taj sam podatak dobila iz već provedenog istraživanja, iako sam na ideju došla pukim promatranjem, opažanjem, stojeći na semaforu okružena trudnim tinejdžericama s već jednom bebom u kolicima. Takvo opažanje dostupno je svima, ali većina ga ne vidi, međutim većina reagira na broj, na postotak. Činjenica je da projekt nisam mogla provesti jer se o tome malo ili nimalo govori. Ne da se o tome šuti, ali se vrlo dobro zna gdje se to smješta (u recimo kasno noćnom televizijskom terminu i sl.). To je ironija neoliberalizma, može se o svemu, ali se ograničava gdje, kada i s kim. Kako i sami na žalost idemo prema takvom, na pojedinca neosjetljivom društvu, mislim da nam još predstoji puno posla.“